# Elzenschorsschijfje
Het elzenschorsschijfje (Diatrypella verruciformis) is een schimmel behorend tot de familie Diatrypaceae. Deze necrofiele parasiet komt vermoedelijk alleen voor op takken van de Els (Alnus). Hij kan al op een levende boom groeien, waarna deze spoedig dood gaat.

## Kenmerken
De perithecia hebben een diameter van 0,4 tot 0,6 mm en zijn zwart van kleur. Stroma hoekig, langwerpig en enigszins afgerond, conisch en breken door de schors. Ze zijn bruin of zwart, met witachtige binnenkant. Ze breken door de bast van de boom heen. Het oppervlak is wrattig.
De sporen zijn lichtbruin en meten 6-8 × 1,5 µm. De asci meten 150-160 × 9-12 µm, hebben een apicale ring en reageren niet met jodium. De parafysen zijn 2 tot 3 µm breed.

## Verspreiding
Het elzenschorsschijfje is een Europese soort, maar er zijn ook enkele waarnemingen bekend uit Noord-Amerika en Japan bekend.
In Nederland komt het matig algemeen voor. Het staat op de rode lijst en is niet bedreigd.